# Neoempheria anjouana
Neoempheria anjouana är en tvåvingeart som beskrevs av Loïc Matile 1979. Neoempheria anjouana ingår i släktet Neoempheria och familjen svampmyggor. Inga underarter finns listade i Catalogue of Life.